# Ángel Reyna
Ángel Reyna Martínez (Ciudad de México, 19 de septiembre de 1984) es un exfutbolista mexicano, que se desempeñaba como mediocampista.

## Trayectoria
Club América
Emanado de las fuerzas básicas del América y habiendo jugado en las filiales sub-17 y sub-20 Reyna comenzó su carrera futbolística como jugador reserva del Club América y debutó con el primer equipo el 10 de octubre del 2004 ante el Club Necaxa.
San Luis Fútbol Club
Tras finalizar el Clausura 2005 el Club América lo traspasó el 27 de mayo de 2005 convirtiéndose en refuerzo del San Luis F. C. (el tercero de cara al Apertura 2005). El 31 de julio de 2005, jugó su primer partido en donde enfrentó en la primera jornada a los Estudiantes Tecos en el Estadio Alfonso Lastras. 
Con el Club San Luis logró salvarse del descenso del equipo, y disputó la final del Clausura 2006 pero no pudo conseguir el título. Anotó su primer gol con en la Primera División de México el 5 de febrero de 2006, contra los Pumas de la UNAM.
Club Necaxa
Fue transferido al Club Necaxa por 18 millones de pesos y con la lesión de Walter Gaitán quedó como titular en el cuadro necaxista.
Club América (Segunda Etapa)
El 18 de diciembre de 2008 llegó a un acuerdo con el San Luis donde Reyna viviría su segunda etapa, con el Club América, equipo de donde nació como futbolista para ser el nuevo refuerzo azul-crema para el Clausura 2009.
En el bicentenario 2010 con la lesión del delantero Salvador Cabañas pasaría a ocupar dicha posición, logrando para el Clausura 2011 obtener el campeonato de goleo con 13 tantos.
Monterrey
El 21 de diciembre de 2011, Reyna fue fichado por Club de Fútbol Monterrey  Reyna anotó 4 goles en su primer torneo con Monterrey. Su equipo ganó la Liga de Campeones de la CONCACAF 2011-12 y fue el subcampeón del Clausura 2012.
Pachuca C.F
En 2013 se fue a préstamo con Pachuca C.F., donde jugaría 16 partidos y anotando 5 goles.
Veracruz
En 2013 anuncia que Veracruz llegó a un acuerdo con Monterrey para la compra de Reyna el 17 de junio de 2013, fue transferido a los Tiburones Rojos de Veracruz donde anotó solo 8 goles durante 25 partidos.
Guadalajara
El 29 de mayo de 2014, se oficializó el traspaso de Reyna al Club Deportivo Guadalajara por alrededor de 6 Millones de Dólares.
El 30 de diciembre de 2015, Ángel Reyna no fue registrado para el C2016, con las Chivas, debido a su falta de compromiso.
Chivas San Rafael
Durante el torneo Apertura 2015, de la Liga Bancomer MX, solo disputó 1 partido y tras tener múltiples lesiones la directiva del Guadalajara decidió mandarlo a Chivas San Rafael en la Tercera División de México.
Celaya
Tras varios rumores, donde inclusive se especulaba que Reyna jugaría en China, finalmente Celaya llega a un acuerdo con el jugador, siendo el primer refuerzo de cara al Apertura 2016.
Veracruz (Segunda Etapa)
El 15 de diciembre de 2016 se anunció su regreso a los Tiburones Rojos de Veracruz.

#### Celaya (Segunda etapa)
Regreso a Celaya después de contribuir a la salvación de Veracruz, en su segunda temporada en Liga de Ascenso tuvo un paso discreto nuevamente.

#### Deportivo Toluca y vuelta a Celaya
Después regresó a Primera División para jugar con los Diablos Rojos del Toluca, contribuyó con un buen gol ante Tigres UANL y daba buenas actuaciones siendo suplente, pero el equipo subcampeón comandado por una gran delantera por Pablo Barrientos, Fernando Uribe, Alexis Canelo, Alexis Vega, Luis Quiñones y Rubens Sambueza impidieron que fuera titular, por lo que regreso a Celaya donde estuvo un torneo para después estar seis meses sin jugar.

#### Veracruz (tercera etapa)
Volvió a Veracruz para el Apertura 2019, en esta tercera etapa se espera que contribuya a que el renovado equipo se salvara del descenso y se consolidara en Primera División. Sin embargo el equipo fue desafilado por adeudos de sueldos a futbolistas que se quedaron sin equipo. Reyna no fue la excepción y desde entonces se encuentra libre.

### Clubes
| Club                        | País                | Año         | Partidos | Goles | Media |
| --------------------------- | ------------------- | ----------- | -------- | ----- | ----- |
| Club León                   | México              | 2003 - 2004 | 0        | 0     | 0     |
| San Luis Fútbol Club        | México              | 2004 - 2007 | 69       | 9     | 0.13  |
| Club Necaxa                 | México              | 2007 - 2008 | 29       | 3     | 0.1   |
| San Luis Fútbol Club        | México              | 2008        | 7        | 1     | 0.14  |
| Club América                | México              | 2009 - 2011 | 92       | 30    | 0.33  |
| Club de Fútbol Monterrey    | México              | 2012        | 31       | 7     | 0.23  |
| Club de Fútbol Pachuca      | México              | 2013        | 17       | 7     | 0.41  |
| Tiburones Rojos de Veracruz | México              | 2013 - 2014 | 27       | 11    | 0.41  |
| Club Deportivo Guadalajara  | México              | 2014 - 2016 | 28       | 1     | 0.04  |
| Celaya Fútbol Club          | México              | 2016        | 14       | 5     | 0.36  |
| Tiburones Rojos de Veracruz | México              | 2017        | 4        | 0     | 0     |
| Celaya Fútbol Club          | México              | 2017        | 16       | 3     | 0     |
| Deportivo Toluca            | México              | 2018        | 14       | 2     | 0.33  |
| Celaya Fútbol Club          | México              | 2018        | 16       | 5     |       |
| Total en su carrera         | Total en su carrera | 2004 - 2018 | 354      | 84    | 0.24  |

## Selección nacional
Fue convocado a la Selección mexicana dirigida por Javier Aguirre para el partido contra Bolivia en la preparación de la selección hacia el mundial de Sudáfrica, debuta el 24 de febrero de 2010, entrando en el segundo tiempo.
También volvió a ser convocado a la selección para el partido contra Corea del Norte y contra Islandia, donde dio un buen partido a pesar de que jugó pocos minutos. 
En el año 2011 jugó la Copa Oro donde el equipo se consagró campeón.
Ha estado en las listas de José Manuel de la Torre, y estuvo en la lista final de 23 jugadores para la Copa Confederaciones Brasil 2013 y en partidos de eliminatorias rumbo a Brasil 2014.

### Participaciones en fases finales
| Competición                     | Categoría | Sede           | Resultado    | Partidos |
| ------------------------------- | --------- | -------------- | ------------ | -------- |
| Copa de Oro de la Concacaf 2011 | Absoluta  | Estados Unidos | Campeón      | 4        |
| Copa FIFA Confederaciones 2013  | Absoluta  | Brasil         | Primera fase | 0        |
| Total                           | –         | –              | –            | 4        |

### Goles internacionales
| #  | Fecha                 | Sede                                             | Oponente        | Marcador | Resultado | Competición                |
| -- | --------------------- | ------------------------------------------------ | --------------- | -------- | --------- | -------------------------- |
| 1. | 12 de octubre de 2012 | BBVA Compass Stadium, Houston, Estados Unidos    | Guyana          | 5–0      | 5–0       | Clasificación Mundial 2014 |
| 2. | 14 de agosto de 2013  | MetLife Stadium, East Rutherford, Estados Unidos | Costa de Marfil | 4–1      | 4–1       | Amistoso                   |

## Palmarés

### Campeonatos nacionales
| Título           | Club                       | País   | Año  |
| ---------------- | -------------------------- | ------ | ---- |
| Ascenso MX       | San Luis Fútbol Club       | México | 2004 |
| Final de Ascenso | San Luis Fútbol Club       | México | 2005 |
| Copa México      | Club Deportivo Guadalajara | México | 2015 |

### Campeonatos internacionales
| Título                     | Club                | País           | Año  |
| -------------------------- | ------------------- | -------------- | ---- |
| Copa de Oro de la Concacaf | Selección de México | Estados Unidos | 2011 |
| Concacaf Liga Campeones    | Monterrey           | México         | 2012 |